# Galletas Ritz
Ritz es una marca estadounidense de crackers introducida por Nabisco en 1934, actual filial de Mondelēz International y Kraft Foods. Fuera de los Estados Unidos, la marca Ritz Cracker se hace por una subsidiaria de Mondelēz International.  Tienen forma de disco, están ligeramente saladas y tienen siete perforaciones y un borde finamente festoneado. Una sola porción de la galleta original (aproximadamente 5) proporciona 330 kilojulios (79 kilocalorías) de energía alimentaria, 1 gramo de proteína y 4 gramos de grasa; la variedad de trigo integral aporta 290 kJ (70 kcal) y 2,5 gramos de grasa.  
En Venezuela y Argentina las elabora la empresa galletera Sucesora de José Puig y Compañía (Galletas Puig) con el nombre de Rex.

## Historia
La galleta Ritz tiene su cuna en Jackson (Míchigan). La compañía Jackson Cracker, a principios de 1900, inventó una pequeña galleta redonda llamada Jaxon. Cuando Nabisco compró la compañía en 1919, los ejecutivos corporativos cambiaron el nombre de la galleta por el de Ritz e hicieron su primera incorporación agregando un centro lleno de queso creando el conocido Ritz Cracker. Nabisco introdujo la galleta Ritz en 1934.  Buscando competir con la galleta Hi Ho similar hecha por su competidor Sunshine Biscuits, le encargaron a un empleado, Sydney Stern, que creara un nombre y un plan de marketing. Stern eligió el nombre 'Ritz', que atraía a las personas que padecían las privaciones de la Gran Depresión ofreciéndoles "un bocado de la buena vida". También diseñó el logotipo del círculo azul / letras amarillas, inspirado en la etiqueta redonda dentro de su sombrero.  En 2011, una encuesta de YouGov identificó a Ritz como la "marca de bocadillos mejor percibida" entre los consumidores estadounidenses.

## Empaque
La envoltura se presenta en los colores típicos de la marca, los cuales son rojo y amarillo (acompañados por la imagen de un queso), aunque en ciertas ocasiones se puede encontrar una envoltura interna (por cada cilindro de galletas) la cual es de un color ocre.

## Usos
Si bien pueden comerse solas, son ideales para preparar canapés o comerse untadas con queso fundido, queso crema, jamón endiablado, mayonesa, paté, etc.

## Variedades
Existe una variedad, los Sándwiches Ritz, que son, como su nombre lo indica, sandiwches de Ritz ya sea con queso blanco, o con queso amarillo. Algunas son
- Galletas Ritz tradicionales: Los crackers originales (galletas saladas).
- Ritz Sándwiches Queso: Son dos galletas saladas Ritz que en el medio, con aderezo de queso (tipo Cheez Whiz), como una posible parodia de las galletas Oreo.
- Ritz Bits Sándwiches Queso: Versión miniatura de los Sándwiches Ritz por ser del tamaño de una mordida.
- Kraft Handi-Snacks: Una de las cuatro en tener meriendas de ponerles queso o crema, igual que Premium, Oreo, y Mister Salty.
- Nabisco 100 Calorie Pack Ritz Mix: Ritz Crackers también tiene mezclas de merienda. Su empaque contiene mini galletas Ritz, Cheese Nips, etc.
- Ritz Bits Sándwiches Peanut Butter: Igual que los de queso, pero con mantequilla de maní.
- Ritz Chips: Mini Ritz Crackers crujientes.